# منصور السريحي
منصور السريحي (بالإنجليزية: Mansour Al-Soraihi)‏ (و. 1971  م) هو لاعب جودو يمني، شارك في الألعاب الأولمبية الصيفية 1992.

## روابط خارجية
- منصور السريحي على موقع JudoInside.com (الإنجليزية)
- منصور السريحي على موقع أوليمبيديا (الإنجليزية)